# Kunming Tuodongsportscentrum
Het Kunming Tuodongsportscentrum (Chinees: 拓东体育场) is een multifunctioneel stadion in het centrum van Kunming, een stad in China.
Het stadion wordt gebruikt voor voetbal- en atletiekwedstrijden. Het nationale voetbalelftal van China heeft hier weleens een internationale wedstrijden afgewerkt. In het sportcomplex, dat mogelijkheden biedt om internationale wedstrijden te organiseren zijn tevens faciliteiten voor basketbal, judo, schermen en volleybal. In het stadion is plaats voor 40.000 toeschouwers.